# Pomerania Anterioară

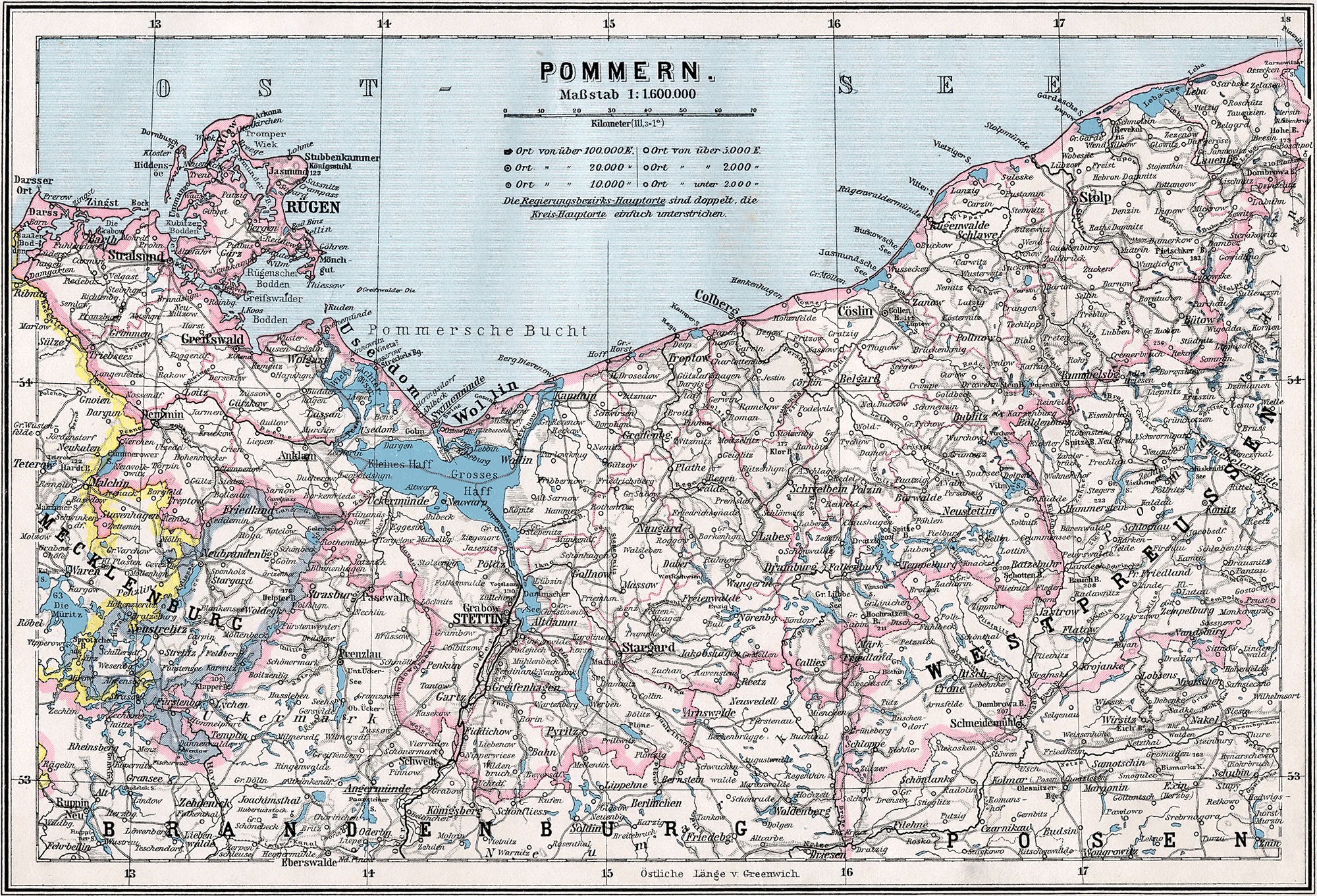
Provincia Pomerania în 1905

Pomerania Anterioară (în germană Vorpommern, poloneză Pomorze Przednie) este partea regiunii istorice Pomerania situată la Vest de râul Odra. Are o suprafață de 10 mii km² și 1,13 milioane de locuitori, dintre care 8,7 mii km² și 610 mii locuitori în Germania (în cadrul landului Mecklenburg-Pomerania Anterioară) și 1,3 mii km² și 520 mii locuitori în Polonia (în cadrul voievodatului Pomerania Occidentală). Pînă în 1945 toată Pomerania Anterioară a făcut parte din provincia germană Pomerania. În 1945 Pomerania Anterioară urma să rămână în componența Germaniei, în timp ce Pomerania Posterioară (în germană Hinterpommern), era atribuită Poloniei. La insistența URSS orașul-port Szczecin (în germană Stettin), fosta capitală a provinciei Pomerania (și totodată, cel mai mare oraș din Pomreania Anterioară), cu împrejurimile sale (gurile Odrei) a fost atribuit Poloniei.